# Kalkwijk (buurt)

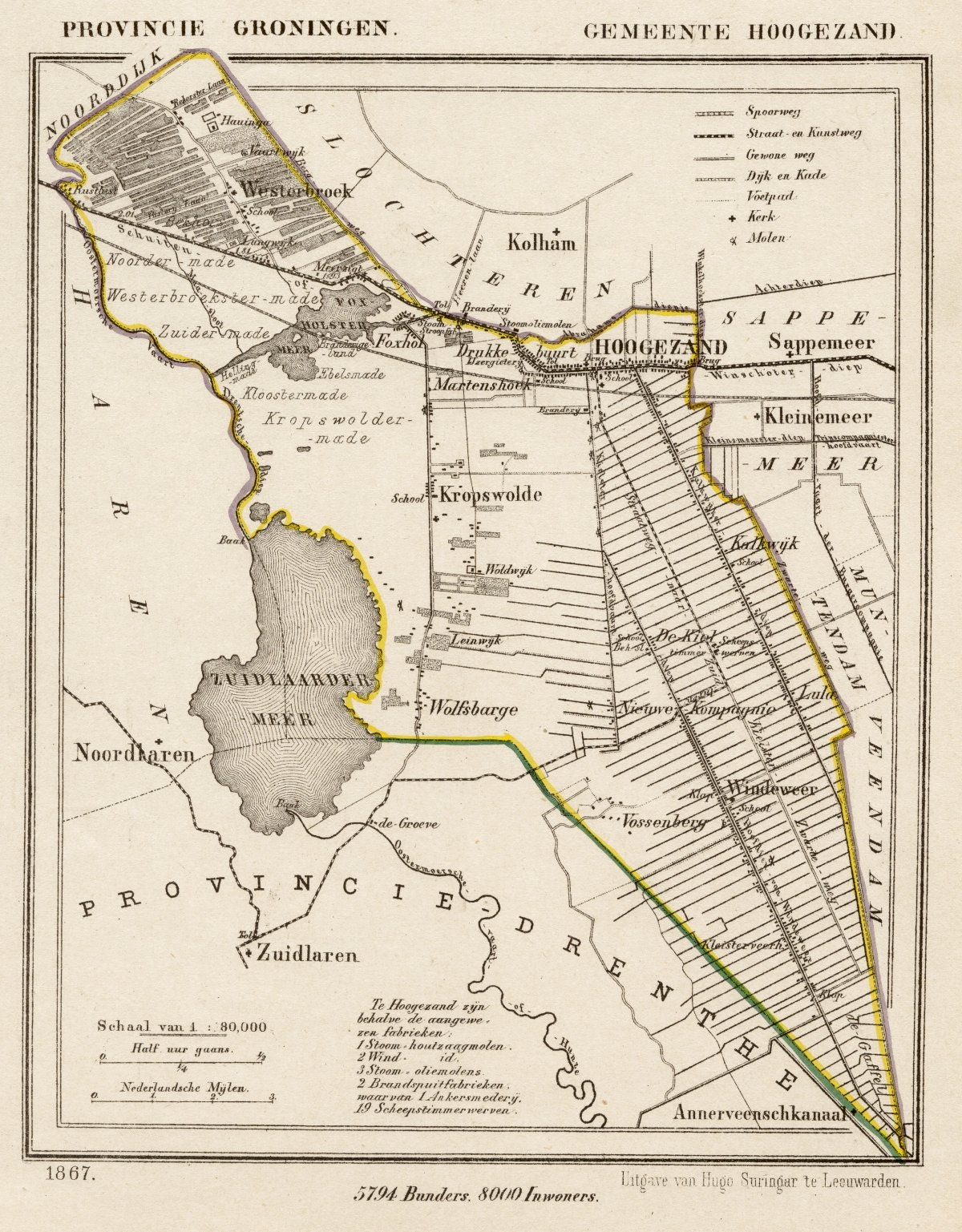
De ligging van Kalkwijk in het oosten van de voormalige gemeente Hoogezand. Kaart uit 1867.

Kalkwijk, vroeger De Kalkwijk is buurtschap en een straat in de gemeente Midden-Groningen in de provincie Groningen in Nederland. Zoals de naam met -wijk al zegt is het van oorsprong een nederzetting langs een kanaal.
In 1631 werd een overeenkomst getekend tussen de Friesche Compagnie en de stad Groningen waarin de stad opdracht gaf tot vervening van het gebied. Hierop werd de Kalkwijk gegraven en in de eerste jaren elk jaar met ten minste 40 roeden uitgebreid. Aan weerszijden was de afgraving even breed en was bepaald door de afstand naar de afgraving tot de Borgercompagnie. Later werd het kanaal ook Kalkwijksterdiep of Kalkwijkerdiep genoemd.
De naam komt waarschijnlijk van de familienaam Kalk, hoewel ook wel gezegd wordt dat kalk duidt op een oude kalkoven die hier ooit gestaan zou hebben. De wijk is inmiddels gedempt. Het noordelijke gedeelte is tegenwoordig een deel van Hoogezand, buiten de bebouwde kom staan een aantal imposante boerderijen. In het verlengde van Kalkwijk ligt de buurtschap Lula.
Dorpen: Borgercompagnie · Foxhol · Froombosch · Harkstede · Hellum · Hoogezand · Kiel-Windeweer · Kolham · Kropswolde · Luddeweer · Meeden · Muntendam · Noordbroek · Overschild · Sappemeer · Scharmer · Schildwolde · Siddeburen · Slochteren · Steendam · Tripscompagnie · Tjuchem · Waterhuizen · Westerbroek · Woudbloem · Zuidbroek

Buurtschappen: Achterdiep · Akkereinden · Ayngehorn · Beneden Veensloot · Blokum · Bokhörn · Borgweg · Boven Veensloot (deels) · Bovenhuizen · Bovenstreek · Buitenhuizen · Denemarken · Drukkebuurt · Duurkenakker · Eelshuis · Foxham · Foxholsterbosch · Gaarland · Gaarveen · De Hammen · Den Ham · Hamweg · Heerenlaan · Heidenschap · De Hole · Huisweeren · Jagerswijk · Kalkwijk · Kiel · Klein Harkstede (deels) · Kleinemeer · 't Klooster · Korengarst · Kostverloren · Lageland · Langewijk · Leentjer · Lula · Medumertol · Nieuwe Compagnie · Noordbroeksterhamrik · Noordbroeksterveen · Oosterweeren · Oostwold · Oude Verlaat · De Paauwen · Roeksweer · Ruiten · Schaaphok · Schildland ·  Siddebuursterveen · Spitsbergen · Stootshorn · Tusschenloegen · Tussenklappen · Uiterburen · Uitham · Veendijk · Het Veen · 't Veen · Veenhuizen · Vossenburg · Weereweg · Westeind · Wilderhof · Windeweer · Winkelhoek · Wolfsbarge · De Zanden · Zandwerf · Zuiderveen 

Wijk: Gorecht · Gouden Driehoek · Martenshoek · Meerwijck · Ruitershorn · Rengerspark · Sappemeer-Noord · De Vosholen · Woldwijck · Zuiderpark

Groningen: Steden en dorpen      Nederland: Provincies · Gemeenten